# Haitham bin Tariq Al Said
Haitham bin Tariq Al Said (arabă هيثم بن طارق آل سعيد;  n. 11 octombrie 1955, Muscat, Muscat și Oman) este sultanul Omanului, care i-a succedat vărului său Qaboos bin Said Al Said la 11 ianuarie 2020. Anterior a deținut funcția de ministru al patrimoniului și culturii
Sultanul Haitham deține și funcțiile de prim-ministru, ministru de externe, ministru al apărării și comandant suprem al forțelor armate ale Omanului. Pentru un scurt timp - în 2020 - a fost și președintele Băncii Centrale a Omanului. 

## Biografie
Sultanul Haitham bin Tariq s-a născut la Muscat la 11 octombrie 1955, este un membru al familiei regale Al Saidi.
Haitham este fiul al patrulea, provenit din a treia căsătorie, a emirului  Tarik ben Teimur al Muazzan Al Said (1921 Stambul - 1980) care a fost fratele sultanului Said ben Teimur, și a fost primul-ministru al Omanului în anii 1970-1972. Mama sa a fost Shawana bint Hammud ben Ahmed Al Busaidiyia, cu rădăcini cerkeze.  
După școala elementară Saidiyia din Mascat, a urmat studii la liceul Brummana din Liban și apoi, a absolvit în 1979 Programul de serviciu diplomatic FSP al Universității Oxford în cadrul Colegiului Pembroke

## Funcții
A fost subsecretar al Ministerului Afacerilor Externe pentru Afaceri Politice din 1986 până în 1994, iar ulterior a fost numit secretar general al Ministerului Afacerilor Externe (1994-2002). Ulterior a fost numit ministru al patrimoniului și culturii la mijlocul anilor 1990. [2] A fost cel care a reprezentat de obicei Oman în străinătate.

## Succesiune
După decesul vărului său, sultanul Qaboos, la 10 ianuarie 2020, Haitham bin Tariq l-a succedat ca sultan al Omanului a doua zi după ce a depus jurământul într-o sesiune de urgență a Consiliului Omanului din Al-Bustan. Televiziunea de stat din Oman a anunțat că autoritățile au deschis scrisoarea sultanului Qaboos bin Said în care și-a numit succesorul, anunțând în scurt timp că Haitham bin Tariq Al Said este sultanul conducător al țării.

## Anii de domnie
Sultanul Haitham a procedat la efectuarea de schimbări în Legea fundamentala a Omanului. În 2021 a introdus impozitul pe supravaluare TVA. În mai -iunie 2021 s-a confruntat cu proteste populare în domeniul economic. 

## Familia și viața privată
Sultanul Haitham este căsătorit cu Ahad bint Abdallah ben Hamad Al Busaidiya, fiica unui nobil local înrudit cu familia regală,care a îndeplinit funcțiile de ministru adjunct al justiției și de guvernator al Musandan.
Ei au doi fii - Dheiazin (n.1990), declarat prinț moștenitor din ianuarie 2021, și Bilarabm si doua fiice - Turaia și Omaima.
Sultanul Haitham este un amator al sporturilor. A fost în 1978-1980 președintele Asociației de Fotbal a țării sale.